# مواقيد جالة

تعديل مصدري - تعديل

مواقيد جاله هي إحدى قرى عزلة أحور بمديرية أحور التابعة لمحافظة أبين، بلغ تعداد سكانها 65 نسمة حسب تعداد اليمن لعام 2004.